# Phricotelphusa ranongi
Phricotelphusa ranongi is een krabbensoort uit de familie van de Gecarcinucidae. De wetenschappelijke naam van de soort is voor het eerst geldig gepubliceerd in 1982 door Naiyanetr.